# 1926 pr. n. št.

## Smrti
- Senusret I., faraon Dvanajste egipčanske dinastije (* ni znano)